# Filegenskaber
Filegenskaber er metadata for filer. Metadata kan indeholde oplysninger om filnavn, dateringer for oprettelse/ændringer/åbning, filstørrelse, diskforbrug, placering i filsystemet, brugerrettigheder samt forskellige attributter. Attributterne kan for eksempel sættes for arkivering/backup, synlig/skjult, skrivebeskyttelse mv. En attribut er enten aktiveret eller deaktiveret. Forskellige filsystemer har forskellige muligheder for egenskaber og attributter. Eksempelvis skelner Windows' NTFS-system ikke mellem store og små bogstaver, og håndterer derfor FilNavn.txt og filnavn.TXT som samme fil, hvorfor 2 filer med disse navne ikke kan placeres på samme lokation i filtræet i Windows.

## Skrivebeskyttelse
Du kan for eksempel vælge at skrive-beskytte en fil. Det vil sige at der ikke kan skrives information til filen, og at den derfor ikke kan ændres (medmindre du, eller en anden, vælger at slå skrivebeskyttelsen fra).
Du kan aktiver skrivebeskyttelse af en fil på 2 måder. Via Windows. Eller via. MS-DOS.

Windows

1. Her skal finde filen i sti-finder.
2. Højre klik på filen og vælg egenskaber.
3. Nede ved Attributter, sætter du hak i skrivebeskyttelse.

MS-DOS

1. Åbne en MS-DOS Prompt.
2. Gå til det bibliotek hvor filen ligger.
3. skriv følgende

attrib <filnavn> +s

## Skjult/Hidden
Du kan også vælge at skjule din fil. Dette gør at man ikke lige umiddelbart kan se filen og derfor ikke ved den er der. Man kan dog slå Windows til at kunne se ALLE slags filer. Med ved en standard, ser man den dog ikke. Disse filer er typisk også System filer, og man skal så derfor ikke RØRE eller PILLE ved dem. Hvis man gør kan det være at computeren ikke virker mere.
Windows

1. Her skal finde filen i sti-finder.
2. Højre klik på filen og vælg egenskaber.
3. Nede ved Attributter, sætter du hak i Skjult / Hidden.

MS-DOS

1. Åbne en MS-DOS Prompt.
2. Gå til det bibliotek hvor filen ligger.
3. skriv følgende

attrib <filnavn> +h

## Active
Dette er bare så Systemet kan se at denne fil kan være aktiv i et andet program og kan være den bliver redigeret eller anden.
Windows

1. Her skal finde filen i sti-finder.
2. Højre klik på filen og vælg egenskaber.
3. Nede ved Attributter, sætter du hak i Active.

MS-DOS

1. Åbne en MS-DOS Prompt.
2. Gå til det bibliotek hvor filen ligger.
3. skriv følgende

attrib <filnavn> +a

## System
Dette er en system fil og skal derfor ikke PILLES ved. Denne kan man ikke aktiver selv, dette gør systemet selv.